# Calacadia rossi
Espèce
Calacadia rossi est une espèce d'araignées aranéomorphes de la famille des Desidae.

## Distribution
Cette espèce est endémique de la région du Biobío au Chili,. Elle se rencontre vers San Carlos.

## Description
La femelle holotype mesure 7,56 mm.

## Étymologie
Cette espèce est nommée en l'honneur d'Edward Shearman Ross.

## Publication originale
- Exline, 1960 : Rhoicinine spiders (Pisauridae) of western South America. Proceedings of the California Academy of Sciences, vol. 29, p. 577-620 (texte intégral).